# Badanie wewnętrzne ciężarnej
Badanie wewnętrzne – badanie ginekologiczne wykonywane u ciężarnej, pozwalające na ocenę części pochwowej macicy. Ocenia się podatność brzegów części pochwowej na rozciąganie, jej grubość, obrzęk; określa się średnicę rozwarcia ujścia zewnętrznego macicy (w centymetrach lub palcach położniczych). Badanie pozwala też na określenie trwałości pęcherza płodowego (zachowany napina się na główce płodu), części przodującej płodu (główka, pośladki lub brak części przodującej) i jej zaawansowania w kanale rodnym. Badanie wewnętrzne polega na wprowadzeniu palca wskazującego i środkowego jednej ręki do pochwy po uprzednim odkażeniu krocza i założeniu jałowych rękawiczek.